# Bestiarium
Een bestiarium (mv. bestiaria) is in de eerste plaats een middeleeuws, vaak verlucht handschrift, waarin allerlei fabeldieren, echte dieren, planten, stenen en fabelachtige mensenrassen worden besproken — gepresenteerd als echt bestaand. Het gaat vaak om een mengelmoes van overgeleverde ooggetuigenverslagen en (christelijke) metaforen. De teksten zijn oorspronkelijk speciaal aan dieren gewijd.
Bestiaria zijn zeer oud. Het oudst bekende, de Physiologus, is in de 3e of 4e eeuw waarschijnlijk in Alexandrië ontstaan, maar stamt uit een nog oudere bron.

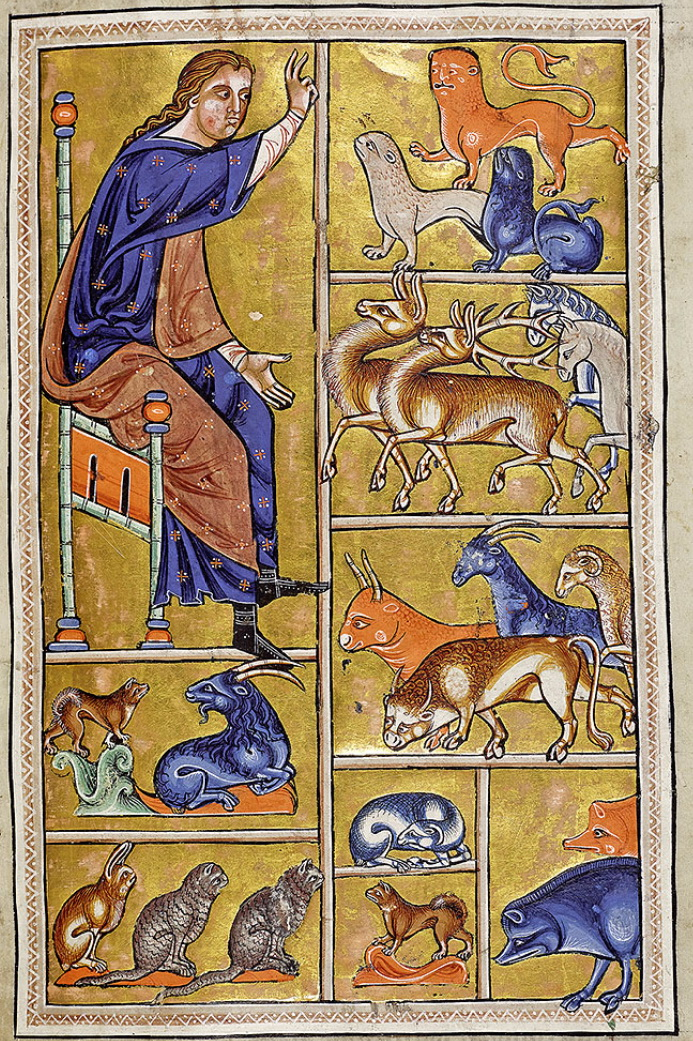
Gedeelte uit het Aberdeenbestiarium uit de twaalfde eeuw

In de moderne tijd is een bestiarium een encyclopedie van fantasiewezens, in deze tijd meestal gebaseerd op fantasiewerelden uit fantasyliteratuur, fantastische (computer)spelen of role playing games. Meestal krijgen ze dan namen als monster manual of monster compendium.

## Inhoud van een bestiarium
Onderstaande lijst geeft een overzicht van zaken die in een bestiarium kunnen worden aangetroffen.

### A
- Agate: een steen die wordt gebruikt om parels te vinden
- Alerion: koning der vogels
- Amethist: een wit- tot donkerpaarse kwarts die wordt gebruikt om te beschermen tegen verslavingen in het algemeen, en dronkenschap in het bijzonder
- Amphisbaena: een reuzenslang met een kop aan beide uiteinden
- Antelope: een dier zo wild dat geen jager het kan vangen

### B
- Banshee: een fee die de dood van personen kan voorspellen
- Basilisk: een reuzenslang die een mens met een blik kan doden
- Bernace: een vogel die aan een boom groeit
- Bonnacon: een os die zijn mest gebruikt als wapen

### C

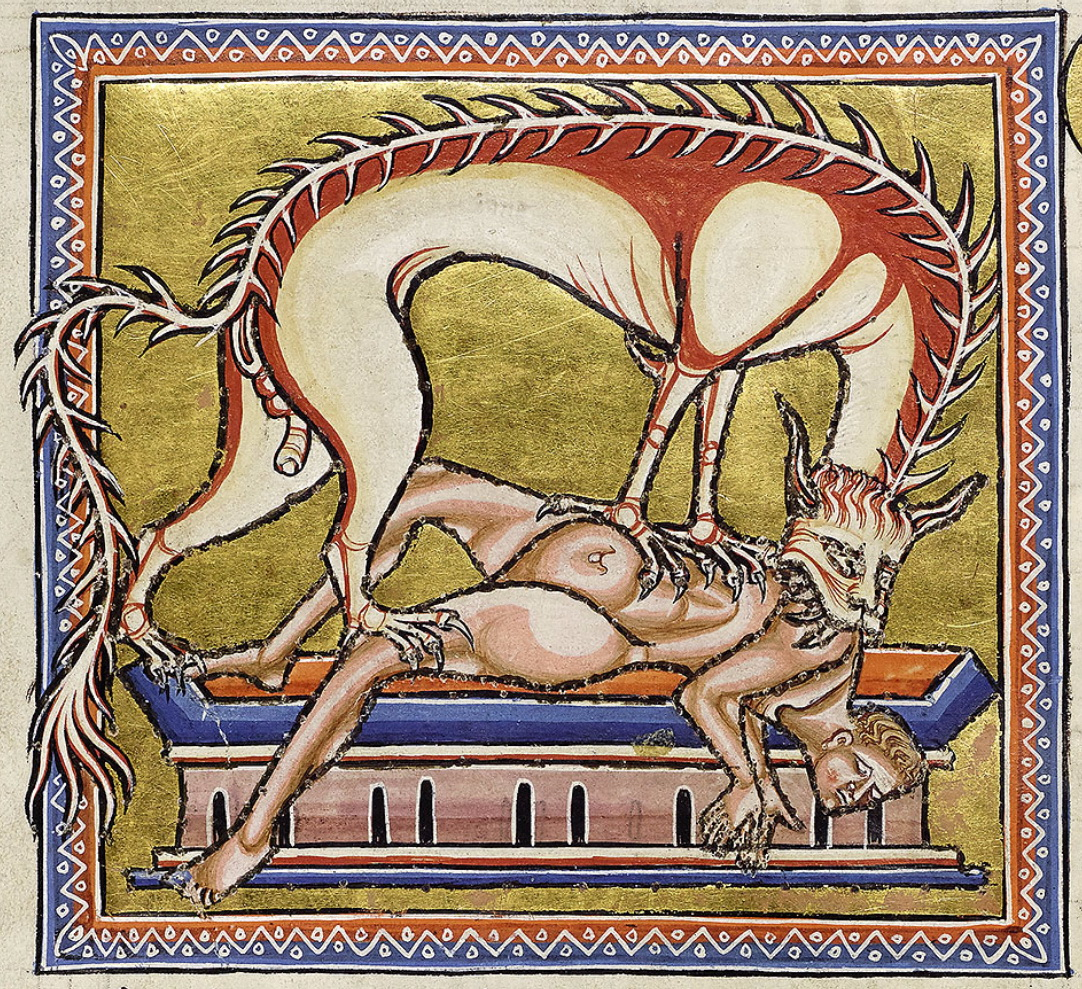
Een Crocotta in het Aberdeenbestiarium

- Caladrius: een vogel die ziektes voorspelt en kan genezen
- Catoblepas: een dier met een hoofd zo zwaar dat hij ermee over de grond sleept
- Centaur: een mens met het onderlijf van een paard
- Chimaera: vuurspuwend fabeldier met een leeuwenlichaam met vrouwenborsten, een geitenkop op de rug en een staart met slangenkop
- Cockatrice: een vogel met een hagedissenstaart
- Crocotta: een vijand van mens en hond
- Cynocefaal: een fabeldier in de gedaante van een mens met een hondenkop

### D
- Diamant: wordt gebruikt om engelen buiten te houden
- Dipsa: een slang zo giftig dat je sterft voor je de beet voelt
- Draak: de machtigste van alle grote wyrmen
- Draen: mens die verandert in een draak
- Draugen: grote draak die zich voedt met gedachten van mensen
- Dwerg: kleine man die in mijnen werkt

### E

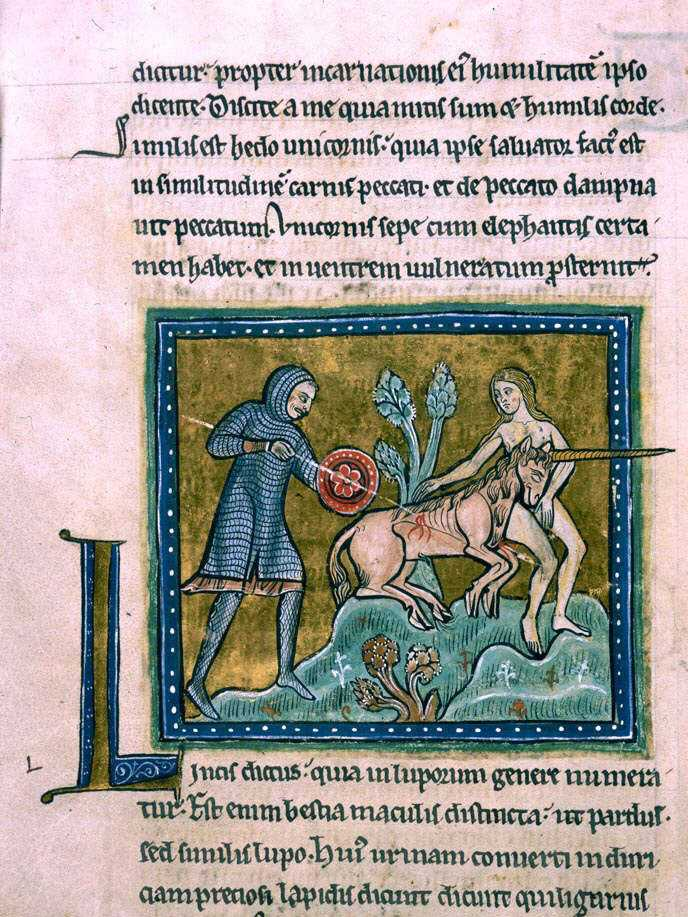
Eenhoorn uit het bestiarium van Rochester

- Echeneis: een vis die schepen vertraagt
- Eenhoorn: een paard met één hoorn
- Elf: licht- of natuurgeest met bovennatuurlijke krachten

### F
- Fastitocalan: een enorme walvis
- Feniks: een vogel die wordt herboren uit as
- Formicaleon: half leeuw half mier
- Faun: bovenlichaam van een mens, onderlichaam van een geitenbok (grote oren met horentjes)

### G
- Griffioen: een leeuw met het hoofd en vleugels van een arend

### H
- Herodius: de wijste vogel die er is
- Hippocampus: koning der vissen
- Hippogrief: half paard, half adelaar
- Hircus: een geit die zo heet is dat hij diamanten oplost
- Hoopoe: de jongen verzorgen de ouders
- Hydra: veelkoppige draak of slang, bij het afhakken van een kop groeien er twee terug
- Hydros: een slang die mensen bijt waarna ze opzwellen
- Hellhound: De beschermer van het bovennatuurlijke

### I
- Ichneumon: een waterbeest dat op draken jaagt

### J
- Jaculus: een vliegende slang

### K
- Karbonkel: andere (oude) benaming voor granaat en robijn
- Kraken: enorme zeemonster
- Kitsune: Een mens die een vos in het lichaam heeft

### L
- Lapides igniferi: een steen die in brand vliegt als hij een vuursteen raakt
- Lapis indicus (ook: lapis senditicho): een steen die iemand met oedeem kan genezen.
- Leontophone: een klein dier dat dodelijk is voor leeuwen
- Leopardus: half leeuw, half luipaard
- Leucrota: half leeuwin, half hyena

### M

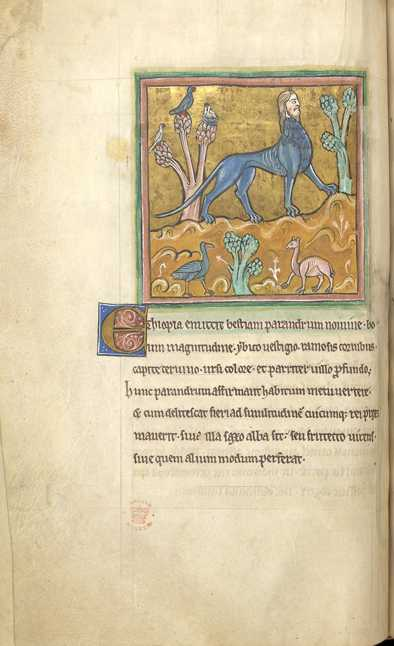
Mantichora

- Mandragora: planten met een menselijke wortel, zie ook Alruin
- Mantichora: een mix tussen leeuw, mens en schorpioen
- Medusa: een vrouw met slangenhaar, wie haar ziet verandert in steen
- Meerman: half vis, half man
- Meermin: half vis, half vrouw
- Monocerus of monocerotem: een dier met het lijf van een paard, de poten van een olifant, de staart van een everzwijn en de kop van een hert, met midden op het voorhoofd een drie voet lange, zwarte hoorn.
- Monocoli of monopode: mythologisch dwergachtig schepsel met één groot been met zeer grote voet
- Muscaliet: verschillende dieren in één
- Minotaurus: bovenlichaam van een mens, kop en poten van een stier

### N
- Nogitsune, een duistere geest die een lichaam zoekt en overneemt

### O
- Onager: een ezel die de tijd weet
- Onocentaur: het bovenlijf is een mens, het onderlijf een ezel

### P
- Parandrus: kan zijn huidskleur veranderen
- Pard: een snelle en dodelijke katachtige (luipaard)
- Parel: worden gemaakt door oesters
- Pegasus: een paard met vleugels
- Peredixion: trekt vogels aan, maar schrikt draken af

### Q
- Quetzalcoatles: een Azteekse god

### R
- Reus: enorme mensen die reizigers beroven

### S

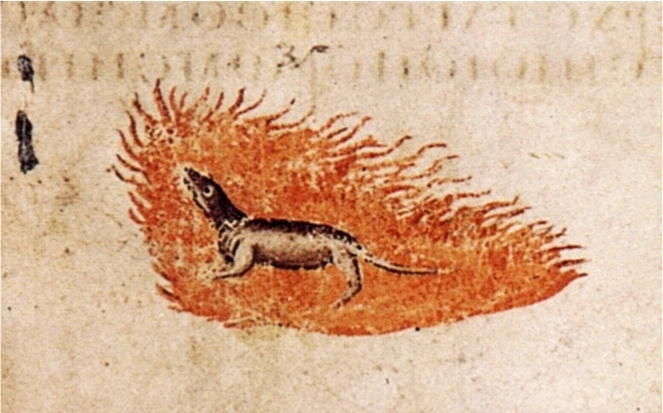
Salamander in de Wiener Dioskurides

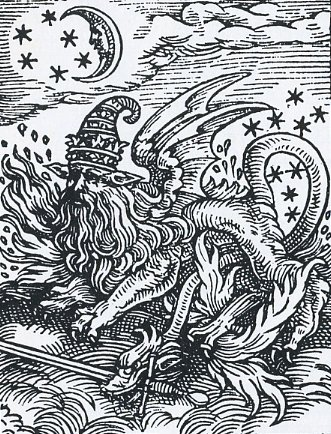
Salamander, "Auslegung von 30 magischen Figuren", Straatsburg, 1616

- Salamander: een dier zo koud dat vlammen spontaan uitgaan
- Satyr: boven een mens, onder een geit
- Sciapode mythologisch dwergachtig schepsel met één groot been met zeer grote voet
- Scitalis: een slang met rare tekens op zijn rug
- Sirene: verleidt mannen naar een waterig graf

### T
- Trol: een groot mensachtig wezen dat vergroeid en afzichtelijk is

### V
- Vampier: een ondood mensachtig wezen dat zich voedt met mensenbloed.

### W
- Wether: heeft wormen in zijn hoofd
- Wyvern: een kleine drakensoort
- Weerwolf: een mens dat bij volle maan verandert in een wolf

### Y
- Yale: een stier die zijn hoorns kan bewegen

### Z
- Zeemeermin: half vrouw, half vis
- Zeeridder of zitiron: ridder met helm, schild en zwaard met een vissenlijf en -staart